# Juliet, Naked - Tutta un'altra musica
Juliet, Naked - Tutta un'altra musica (Juliet, Naked) è un film del 2018 diretto da Jesse Peretz tratto dal romanzo Tutta un'altra musica di Nick Hornby.

## Trama
Annie, stanca del compagno Duncan per la sua ossessione per l'ex stella del rock Tucker Crowe, lo lascia. Quando inaspettatamente fa la conoscenza proprio di Tucker fra i due nasce uno strano legame.

## Distribuzione
Il film è stato distribuito nelle sale cinematografiche italiane a partire dal 6 giugno 2019. Il film è stato presentato in anteprima al Sundance Film Festival il 19 gennaio 2018.

## Accoglienza
Su Rotten Tomatoes, il film detiene un indice di approvazione dell'83% basato su 167 recensioni e una valutazione media di 6,9/10. Metacritic assegna al film una valutazione media ponderata di 67 su 100, basata su 33 recensioni, indicando "recensioni generalmente favorevoli".